# Edwin Sandys (ärkebiskop)
Edwin Sandys, född 1519 i Saint Bees, död den 10 juli 1588, var en engelsk kyrkoman. Han var far till sir Edwin och George Sandys.
Sandys var som ivrig protestant landsflyktig under Maria Tudors regering (1553–1558). Han återkom till hemlandet 1559, blev samma år biskop av Worcester, 1570 biskop av London och 1576 ärkebiskop av York. Sandys tog framträdande del i bibelöversättningsarbetet på 1560- och 1570-talen.